# Maqil
De Maqil (Arabisch: المعقل) was een Arabische nomadische bedoeïenenstam uit het Arabisch Schiereiland die in de 11e eeuw naar de Maghreb regio emigreerde samen met de Banu Hilal- en Banu Sulayl-stammen.
In Marokko vestigden ze zich vooral in en rond de vlakten en oases in de Sahara: in Tafilalet, Wad Nun (vlak bij Guelmim), Draa en Taourirt. Ze speelden een belangrijke rol in de strijd tegen de Meriniden, aan wie ze zich daarvoor hadden moeten onderwerpen in tijden dat de heerschappij van deze dynastie sterk en machtig was. Ze waren invloedrijk en verantwoordelijk voor het arabiseren van de Berberse bevolking van de regio, wat ertoe leidde dat de Arabische taal en cultuur aan hen opgedrongen werden. De belangrijkste sub-stam was de Beni Hassan, die de belangrijkste stam werd van het tegenwoordige Mauritanië en de Westelijke Sahara, en wiens culturele impact enorm was. De bevolking van deze twee landen spreekt heden ten dage het Hassaniya Arabisch, vernoemd naar de Beni Hassan-stam.

## Oorsprong
De exacte herkomst van de Maqil is onbekend alhoewel algemeen aangenomen wordt dat ze afkomstig waren uit Jemen. Zij beweerden over zichzelf dat ze van de Banu Hashim afstamden, een clan van de Qoeraisj-stam uit Saoedi Arabië waartoe ook de profeet Mohammed behoorde. Ze claimden afstammelingen te zijn van Jaafar ibn Abi Talib, zoon van Abu Talib en broer van Ali ibn Abi Talib. Arabische genealogen categoriseerden hen als behorende tot de Banu Hilal-stammen uit Saoedi Arabië. Ibn Khaldun schreef dat beide versies niet klopten, omdat de Banu Hashim-clan sedentair in de steden woonde en niet nomadisch was of in de woestijn rondtrok. Hij voegde eraan toe dat de Maqil een naam is die alleen in Jemen voorkomt. Ibn Khaldun speculeerde dat zij waarschijnlijk een Arabische nomadische groep uit Jemen waren en deze theorie werd aangenomen en ondersteund door Ibn al-Kalbi en Ibn Said.

## Sub-stammen
Beni Ubayd AllahDe Banu Ubayd Allah stamden af van Ubayd Allah Ibn Sahir (of Saqil), zoon van de Maqil-voorvader. Zij waren de grootste sub-groep van de Maqil-stam en leefden als nomaden in de zuidelijke heuvels tussen Tlemcen en Taourirt. In hun nomadische reis bereikten ze op hun verst de rivier Moulouya in het noorden tot Tuat in het zuiden. De Beni Ubayd Allah verdeelden zich later in 2 sub-clans: de Haraj en de Kharaj.
Beni MansourDe Banu Mansour stamden af van Mansour ben Mohamed, de tweede zoon van de Maqil-voorvader. Ze leefden als nomaden tussen Taourirt en de Draa-vallei. Eens hadden zij het gebied tussen de Moulouya en Sijilmasa onder hun controle, alsook Taza en Tadla. Zij waren de op een na grootste sub-groep van de Maqil-stam, na de Beni Ubayd Allah.
Beni HassanDe Banu Hassan stamden af van Hassan ben Mokhtar ben Mohamed, de tweede zoon van de Maqil-voorvader. Zij waren dus de neven van de Beni Mansour. Alhoewel de Banu Hassan-sub-stam zich niet alleen beperkte tot de afstammelingen van Hassan, ook de Shebanat (zonen van Shebana, de broer van Hassan) en de Reguitat (die van andere zonen van Mohamed afstamden; namelijk: Jalal, Salem en Uthman) maakten deel uit van deze sub-groep. Ze trokken rond in de Sous (tegenwoordig het zuiden van Marokko), maar leefden oorspronkelijk als nomaden rond de Moulouya samen met hun naburige stamverwanten; de Banu Ubayd Allah en de Banu Mansour. Hun komst naar de Sous had te maken met de oproep van de gouverneur van de Almohaden om voor hem te vechten toen er een opstand uitbrak in de Sous tijdens de Almohadendynastie.
ThaalibaDe Thaaliba stamden af van Thaalab ben Ali ben Bakr ben Sahil (of Saqil of Suhair), zoon van de Maqil-voorvader. Deze groep was niet zo invloedrijk als hun verwanten doordat ze hun nomadische levensstijl opgaven en zich permanent vestigden in een regio in de buurt van Algiers. Ze woonden daar vier eeuwen en werden zwaar onderdrukt en verslagen door de opeenvolgende Berberkoningen en verloren uiteindelijk veel invloed na meerdere zware tegenslagen in de strijd met de Abdelwadidleider Yaghmurasan Ibn Zyan ((Zianidendynastie). Hun afstammelingen leven nog steeds in de stad Algiers en omstreken.

## Emigratie naar de Maghreb
De Maqils bereikten de Maghreb gedurende de emigratiegolf van de Arabische stammen Banu Hilal en Banu Sulaym in de 11e eeuw. De Banu Sulaym verzette zich tegen hun aankomst en versloeg ze waarop ze zich later verenigden met de Banu Hilal en zo onder hun bescherming kwamen.
Dit stelde hen in staat om vrijuit rond te trekken in de gebieden tussen de Moulouya en de Tafilalet-oases.
Een kleine groep van hen bleven echter achter in Tunesië tijdens hun westwaartse trek vanuit het Arabische schiereiland naar de Maghreb en werkte daar kort als viziers voor de Banu Hilal en Banu Sulaym, die de machtige Ziridendynastie kort daarvoor hadden verslagen.
De Maqils groeiden snel in aantal omdat vele andere Arabische stammen zich bij hen voegden, waaronder:
- De Fezara van Asheja
- De Chetha van Kurfa
- De Mehaya van Iyad (of Ayad)
- De Shuara van Hassin
- De Sabah van al-Akhdar
- Sommigen van de Banu Sulaym

Eenmaal in Marokko verenigden zij zich met de nomadische Berberse Zenata-groepen, die daar al leefden voor hun aankomst.
Na het einde van het Almohadengezag maakten de Maqils gebruik van de burgeroorlogen tussen de verschillende Berberse Zenata-groepen en namen de controle over van diverse ksours en oases in de Sous, Draa, Tuat en Taourirt. Daar legden zij belastingen op, waaruit een bepaalde hoeveelheid ingezameld geld aan de lokale bevolking gegeven werd om de Zenata-koningen te bestrijden.

### Ontwikkeling onder de Almohaden
Onder het sterke Almohadenbewind bleven de Maqils loyaal, ze betaalden belastingen en plunderden geen dorpen, ksours of passerende handelskaravanen.
Toen de macht van het Almohadenkalifaat ten einde kwam, ontstonden er burgeroorlogen tussen de Berberse Zenatastammen. Omdat er geen centrale staatsgezag was, maakten de Maqils hiervan gebruik en grepen ze de macht over diverse ksour (kastelen) rond Tafilalet, de Draa-vallei en Taourirt.

### Veranderingen onder de Abdelwadid en de Meriniden
De verschillende sub-groepen van de Maqils gedroegen zich anders tegenover de rivaliserende dynastieën van de Banu Merin en de Banu Abdelwad (beide waren Zenata).
De sub-clan Kharaj van de Banu Ubayd Allah kwam aanvankelijk in opstand tegen de Zenata Banu Abdelwad maar sloten zich later bij hen aan toen ze verslagen werden door Yghmoracen, de eerste Abdelwadidensultan.
Toen de Meriniden de macht van de Abdelwadiden overnamen, bleven de Kharaj trouw aan de Banu Abdelwad aangezien die hen privileges had gegeven met betrekking tot de belastinginning nadat ze verslagen waren.
De Merinidensultan Abu al-Hassan gaf vervolgens deze privileges aan de Arabische-Berberse Beni Iznassen-stam.
Ontevreden met deze verandering kwamen de Kharaj in opstand en doodden de Meriniden-gouverneur van de ksour Yahya ibn Al-iz en ontsnapten in oostelijke richting, ver de afgelegen woestijngebieden in, uit angst voor represailles van de sultan.
De tweede sub-clan van de Beni Ubayd Allah, -de Haraj- die ten westen van Taourirt woonde, onderwierp zich aan de Meriniden en ze bleven hun bondgenoten.
Vergelijkbaar met de Kharaj van Beni Ubayd Allah was de Banu Nassr-stam, die zich met de Abdelwadiden hadden geallieerd en tegen de Merinidendynastie hadden gevochten maar verslagen werden.
Ze maakten zich los van de Banu Abdelwad en versloegen de Abdelwadidensultan Abu Hammu II en ontsnapten, iets waarvoor ze zwaar gestraft werden.
De Beni Hassan vochten ook tegen de Meriniden toen deze laatsten zich in Tlemcen bevonden om tegen de Abdelwadiden te strijden.
Er gebruik van makend dat de Meriniden zich in Tlemcen bevonden, kwamen de Beni Hassan in opstand en doodden ze de Merinidengouverneur van de Sous.
Toen het oostfront hiervan op de hoogte raakte, zond de Merinidensultan een leger dat de Beni Hassan versloeg.
Daarna legde hij een zwaar eerbetoon op aan de Beni Hassan voor hun verraad.
Ze bleven onder de Merinidendynastie werken in de dienstbaarheid, totdat deze dynastie ten val kwam.

## Vandaag
Populaties uit Mauritanië, de Westelijke Sahara, Zuid-Marokko en het zuidwesten van Algerije spreken een unieke variëteit van het Arabisch dat Hassaniya wordt genoemd naar de substam Beni Hassan van de Maqils.